# 尼克·米德
尼克·米德（英語：Nick Mead，1995年3月12日—），美国男子赛艇运动员。他曾代表美国参加世界赛艇锦标赛，获得一枚银牌。他也曾参加2020年夏季奥林匹克运动会。